# Гамлиэль III
Гамлиэль  (Гамлиил) III (начало III века) — еврейский аморай первого поколения, наси в 220—230-е годы. При нём был закончен пересмотр Мишны, начатый его отцом, pабби Иехудой I.

## Биография
Сын пaтpиapxa pабби Иехуды ха-Наси (Иехуды I), который перед смертью назначил его своим преемником и «наси».
Вавилонский аморай Самуил сообщает о разногласиях между Гамлиэлем и другими учёными. Когда Гамлиэль хотел ввести «демай» (десятину) в Сирии, то Ошайя Рабба запротестовал против нового отчисления, и намерение патриарха не осуществилось.
Отец Иехуды II (наси в 230—270-е годы) и Гилеля.

## Учение
Сохранились только отрывочные сведения как о его собственных трудах, так и о всём периоде его деятельности (относится к началу III столетия).
В Мишну вошли три изречения Гамлиэля III:
- первое говорит об изучении Торы и о принесении своего счастья в жертву всеобщему благу;
- второе предостерегает от себялюбия римских властителей: «Остерегайся властей, так как правители привязывают к себе человека, когда это в их интересах; они выставляют себя друзьями, когда им это выгодно, но покидают человека, когда он перестает быть им нужен».
- В третьем изречении он советует подчиняться воле Божества: «Сделай Его волю твоей, и Он сделает твою волю Своей собственной; поступись своими желаниями перед Его волей, и Он заставит склониться желания других пред твоей волей».[1]

Тосефта заключает только одну его притчу — парафраз текста Чис. 11:22, где Моисей сетует на безрассудность народных желаний.
Одна Барайта содержит галахическую экзегетику Гамлиэля. В ней Ошайя Рабба спрашивает сына Гамлиэля Иехуду II о мнении его отца относительно одного вопроса из области галахи; имеется также ответ Гамлиэля на вопрос, предложенный Иохананом.